# Alipi Kostadinov
Alipi Kostadinov (* 16. dubna 1955 Petrovice, Československo) je český cyklista, reprezentant bývalého Československa, v jehož dresu vybojoval spolu s Michalem Klasou, Jiřím Škodou a Vlastiborem Konečným bronzovou medaili v silničním závodě mužstev na olympijských hrách v Moskvě v roce 1980.